# Viaduto da Jonction
O Viaduto da Jonction (em francês:  Viaduc de la Jonction) é um viaduto ferroviário sobre o rio Ródano no cantão de Genebra na Suíça.

## Localização
Situado imediatamente depois da confluência do rio Ródano com o rio Arve, conhecido localmente como "La Jonction" (A Junção), na região por isso chamada La Jonction, este viaduto liga o quarteirão de Saint-Jean na margem direita, com o Bois de la Bâtie.

## Características
O viaduto é uma ponte em arco para o transporte ferroviário com 218 m de comprimento e que entrou em serviçø em 1945 

## CEVA
A reconstrução do tabuleiro do viaduto corresponde ao pedido do Office fédéral des transports (OFP) para adaptar a obra ao padrão actual e permitir a modificação da electrificação da linha e a sua integração na rede  
RER Suíça, a CEVA .